# Eleições legislativas portuguesas de 1999 no distrito de Évora
| Eleições legislativas portuguesas de 1999 Distritos: Aveiro \| Beja \| Braga \| Bragança \| Castelo Branco \| Coimbra \| Évora \| Faro \| Guarda \| Leiria \| Lisboa \| Portalegre \| Porto \| Santarém \| Setúbal \| Viana do Castelo \| Vila Real \| Viseu \| Açores \| Madeira \| Estrangeiro |

## Resultados por Concelho
Os resultados nos concelhos do Distrito de Évora foram os seguintes:

### Alandroal
| Partido                 | Partido                        | Votos | %               | +/-  |
| ----------------------- | ------------------------------ | ----- | --------------- | ---- |
|                         | Partido Socialista             | 1 679 | 46,29 / 100,00  | 7,97 |
|                         | Coligação Democrática Unitária | 1 176 | 32,42 / 100,00  | 5,33 |
|                         | Partido Social Democrata       | 458   | 12,63 / 100,00  | 3,23 |
|                         | Partido Popular                | 130   | 3,58 / 100,00   | 0,87 |
|                         | PCTP/MRPP                      | 90    | 2,48 / 100,00   | 0,04 |
|                         | Outros                         | 56    | 1,54 / 100,00   |      |
| Votos Inválidos         | Votos Inválidos                | 38    | 1,05 / 100,00   | 0,26 |
| Total                   | Total                          | 3 627 | 100,00 / 100,00 |      |
| Eleitorado/Participação | Eleitorado/Participação        | 6 049 | 59,96 / 100,00  | 9,73 |

| Freguesia                              | %     | %     | %     | %    | %    | Votantes |
| Freguesia                              | PS    | CDU   | PSD   | PP   | PCTP | Votantes |
| -------------------------------------- | ----- | ----- | ----- | ---- | ---- | -------- |
| Alandroal (Nossa Senhora da Conceição) | 46,15 | 22,70 | 21,01 | 5,81 | 2,22 | 947      |
| Capelins (Santo António)               | 55,42 | 24,58 | 11,81 | 2,41 | 1,69 | 415      |
| Juromenha                              | 56,99 | 9,68  | 19,35 | 5,38 | 2,15 | 93       |
| Santiago Maior                         | 40,59 | 46,09 | 6,94  | 1,99 | 2,47 | 1 456    |
| São Brás dos Matos (Mina do Bugalho)   | 67,49 | 16,05 | 10,70 | 1,23 | 2,88 | 243      |
| Terena                                 | 43,13 | 29,60 | 13,74 | 5,92 | 3,59 | 473      |
| Alandroal                              | 46,29 | 32,42 | 12,63 | 3,58 | 2,48 | 3 627    |

### Arraiolos
| Partido                 | Partido                        | Votos | %               | +/-  |
| ----------------------- | ------------------------------ | ----- | --------------- | ---- |
|                         | Coligação Democrática Unitária | 1 739 | 39,11 / 100,00  | 2,84 |
|                         | Partido Socialista             | 1 647 | 37,04 / 100,00  | 4,62 |
|                         | Partido Social Democrata       | 666   | 14,98 / 100,00  | 1,87 |
|                         | Partido Popular                | 136   | 3,06 / 100,00   | 0,39 |
|                         | PCTP/MRPP                      | 82    | 1,84 / 100,00   | 0,27 |
|                         | Bloco de Esquerda              | 54    | 1,21 / 100,00   | Novo |
|                         | Outros                         | 29    | 0,65 / 100,00   |      |
| Votos Inválidos         | Votos Inválidos                | 93    | 2,09 / 100,00   | 0,39 |
| Total                   | Total                          | 4 446 | 100,00 / 100,00 |      |
| Eleitorado/Participação | Eleitorado/Participação        | 6 649 | 66,87 / 100,00  | 6,17 |

| Freguesia               | %     | %     | %     | %    | %    | %    | Votantes |
| Freguesia               | CDU   | PS    | PSD   | PP   | PCTP | BE   | Votantes |
| ----------------------- | ----- | ----- | ----- | ---- | ---- | ---- | -------- |
| Arraiolos               | 40,00 | 38,26 | 12,74 | 2,71 | 1,89 | 1,59 | 1 955    |
| Gafanhoeira (São Pedro) | 50,58 | 30,30 | 9,32  | 2,80 | 2,56 | 1,17 | 429      |
| Igrejinha               | 38,95 | 41,33 | 10,93 | 3,33 | 1,90 | 0,95 | 421      |
| Sabugueiro              | 60,91 | 23,94 | 8,18  | 1,82 | 2,12 | 0,30 | 330      |
| Santa Justa             | 53,42 | 32,19 | 10,27 | 0,68 | 1,37 | 0    | 146      |
| São Gregório            | 35,87 | 41,30 | 16,67 | 1,45 | 1,45 | 0,36 | 276      |
| Vimieiro                | 22,27 | 39,93 | 27,33 | 5,17 | 1,46 | 1,35 | 889      |
| Arraiolos               | 39,11 | 37,04 | 14,98 | 3,06 | 1,84 | 1,21 | 4 446    |

### Borba
| Partido                 | Partido                        | Votos | %               | +/-  |
| ----------------------- | ------------------------------ | ----- | --------------- | ---- |
|                         | Partido Socialista             | 2 559 | 57,21 / 100,00  | 5,87 |
|                         | Coligação Democrática Unitária | 803   | 17,95 / 100,00  | 2,41 |
|                         | Partido Social Democrata       | 696   | 15,56 / 100,00  | 2,16 |
|                         | Partido Popular                | 156   | 3,49 / 100,00   | 0,92 |
|                         | PCTP/MRPP                      | 98    | 2,19 / 100,00   | 0,13 |
|                         | Bloco de Esquerda              | 49    | 1,10 / 100,00   | Novo |
|                         | Outros                         | 39    | 0,86 / 100,00   |      |
| Votos Inválidos         | Votos Inválidos                | 73    | 1,64 / 100,00   | 0,28 |
| Total                   | Total                          | 4 473 | 100,00 / 100,00 |      |
| Eleitorado/Participação | Eleitorado/Participação        | 6 854 | 65,26 / 100,00  | 7,50 |

| Freguesia              | %     | %     | %     | %    | %    | %    | Votantes |
| Freguesia              | PS    | CDU   | PSD   | PP   | PCTP | BE   | Votantes |
| ---------------------- | ----- | ----- | ----- | ---- | ---- | ---- | -------- |
| Borba (Matriz)         | 53,16 | 18,39 | 17,33 | 4,58 | 2,37 | 1,48 | 1 898    |
| Borba (São Bartolomeu) | 55,73 | 18,02 | 17,88 | 3,63 | 1,26 | 0,98 | 716      |
| Orada                  | 56,42 | 26,48 | 8,96  | 1,22 | 4,07 | 0    | 491      |
| Rio de Moinhos         | 63,89 | 14,25 | 14,25 | 2,70 | 1,75 | 1,02 | 1 368    |
| Borba                  | 57,21 | 17,95 | 15,56 | 3,49 | 2,19 | 1,10 | 4 473    |

### Estremoz
| Partido                 | Partido                        | Votos  | %               | +/-  |
| ----------------------- | ------------------------------ | ------ | --------------- | ---- |
|                         | Partido Socialista             | 4 059  | 47,44 / 100,00  | 3,89 |
|                         | Partido Social Democrata       | 2 129  | 24,88 / 100,00  | 1,98 |
|                         | Coligação Democrática Unitária | 1 331  | 15,56 / 100,00  | 1,20 |
|                         | Partido Popular                | 524    | 6,12 / 100,00   | 1,06 |
|                         | PCTP/MRPP                      | 141    | 1,65 / 100,00   | 0,45 |
|                         | Bloco de Esquerda              | 117    | 1,37 / 100,00   | Novo |
|                         | Outros                         | 77     | 0,90 / 100,00   |      |
| Votos Inválidos         | Votos Inválidos                | 178    | 2,09 / 100,00   | 0,26 |
| Total                   | Total                          | 8 556  | 100,00 / 100,00 |      |
| Eleitorado/Participação | Eleitorado/Participação        | 13 897 | 61,57 / 100,00  | 7,62 |

| Freguesia                 | %     | %     | %     | %    | %     | %    | Votantes |
| Freguesia                 | PS    | PSD   | CDU   | PP   | PCTP  | BE   | Votantes |
| ------------------------- | ----- | ----- | ----- | ---- | ----- | ---- | -------- |
| Arcos                     | 48,08 | 22,33 | 18,08 | 5,07 | 2,60  | 0,55 | 730      |
| Estremoz (Santa Maria)    | 43,20 | 27,92 | 15,11 | 7,30 | 1,03  | 2,30 | 2 998    |
| Estremoz (Santo André)    | 45,53 | 30,84 | 9,91  | 8,45 | 0,98  | 1,71 | 1 634    |
| Évora Monte               | 54,36 | 16,21 | 16,21 | 4,99 | 3,99  | 0,75 | 401      |
| Glória                    | 52,15 | 14,61 | 24,93 | 2,01 | 2,01  | 1,43 | 349      |
| Santa Vitória do Ameixial | 41,61 | 25,16 | 26,09 | 2,48 | 1,55  | 0    | 322      |
| Santo Estêvão             | 30,51 | 28,81 | 23,73 | 6,78 | 5,08  | 1,69 | 59       |
| São Bento de Ana Loura    | 32,14 | 17,86 | 32,14 | 3,57 | 10,71 | 3,57 | 28       |
| São Bento do Ameixial     | 46,49 | 29,82 | 13,60 | 4,82 | 0,88  | 0    | 228      |
| São Bento do Cortiço      | 63,18 | 15,67 | 9,45  | 4,73 | 3,73  | 0,25 | 402      |
| São Domingos de Ana Loura | 44,44 | 11,51 | 33,73 | 3,17 | 1,98  | 0,79 | 252      |
| São Lourenço de Mamporcão | 44,12 | 20,59 | 26,74 | 3,21 | 3,21  | 0,53 | 374      |
| Veiros                    | 60,46 | 21,69 | 9,11  | 5,13 | 0,90  | 0,13 | 779      |
| Estremoz                  | 47,44 | 24,88 | 15,56 | 6,12 | 1,65  | 1,37 | 8 556    |

### Évora
| Partido                 | Partido                        | Votos  | %               | +/-  |
| ----------------------- | ------------------------------ | ------ | --------------- | ---- |
|                         | Partido Socialista             | 13 949 | 47,95 / 100,00  | 1,67 |
|                         | Partido Social Democrata       | 5 794  | 19,92 / 100,00  | 1,40 |
|                         | Coligação Democrática Unitária | 5 666  | 19,48 / 100,00  | 1,80 |
|                         | Partido Popular                | 1 811  | 6,23 / 100,00   | 0,26 |
|                         | Bloco de Esquerda              | 674    | 2,32 / 100,00   | Novo |
|                         | PCTP/MRPP                      | 328    | 1,13 / 100,00   | 0,29 |
|                         | Outros                         | 282    | 0,96 / 100,00   |      |
| Votos Inválidos         | Votos Inválidos                | 584    | 2,01 / 100,00   | 0,43 |
| Total                   | Total                          | 29 088 | 100,00 / 100,00 |      |
| Eleitorado/Participação | Eleitorado/Participação        | 46 363 | 62,74 / 100,00  | 6,30 |

| Freguesia                       | %     | %     | %     | %     | %    | %    | Votantes |
| Freguesia                       | PS    | PSD   | CDU   | PP    | BE   | PCTP | Votantes |
| ------------------------------- | ----- | ----- | ----- | ----- | ---- | ---- | -------- |
| Bacelo                          | 53,33 | 15,00 | 20,06 | 4,60  | 2,83 | 0,80 | 3 394    |
| Canaviais                       | 53,52 | 12,35 | 23,04 | 3,96  | 1,74 | 2,14 | 1 263    |
| Évora (Santo Antão)             | 41,13 | 25,70 | 16,17 | 10,36 | 2,82 | 0,50 | 1 206    |
| Évora (São Mamede)              | 47,00 | 23,03 | 16,57 | 6,76  | 2,94 | 0,82 | 1 702    |
| Horta das Figueiras             | 51,43 | 19,50 | 16,45 | 6,09  | 2,21 | 1,12 | 3 216    |
| Malagueira                      | 44,52 | 22,64 | 17,96 | 7,04  | 3,45 | 1,13 | 5 768    |
| Nossa Senhora da Boa Fé         | 26,24 | 22,05 | 43,35 | 3,04  | 0    | 1,90 | 263      |
| Nossa Senhora da Graça do Divor | 31,88 | 4,71  | 57,61 | 1,45  | 0,72 | 2,17 | 276      |
| Nossa Senhora da Tourega        | 54,02 | 10,14 | 25,00 | 4,20  | 2,27 | 1,40 | 572      |
| Nossa Senhora de Guadalupe      | 56,12 | 4,32  | 26,98 | 4,32  | 1,08 | 5,04 | 278      |
| Nossa Senhora de Machede        | 42,72 | 6,66  | 42,58 | 3,47  | 0,42 | 2,36 | 721      |
| São Bento do Mato               | 57,02 | 23,40 | 11,70 | 2,22  | 1,48 | 1,23 | 812      |
| São Manços                      | 57,17 | 14,51 | 22,48 | 3,01  | 0,35 | 1,24 | 565      |
| São Miguel de Machede           | 44,44 | 16,13 | 31,90 | 2,15  | 0,72 | 2,33 | 558      |
| São Sebastião da Giesteira      | 62,34 | 7,53  | 25,05 | 1,88  | 0,19 | 0,94 | 531      |
| São Vicente do Pigeiro          | 43,96 | 13,09 | 33,56 | 3,36  | 0,67 | 2,35 | 298      |
| Sé e São Pedro                  | 40,92 | 26,33 | 13,25 | 14,19 | 1,93 | 0,93 | 1 713    |
| Senhora da Saúde                | 47,58 | 25,06 | 14,75 | 6,64  | 2,30 | 0,73 | 5 486    |
| Torre de Coelheiros             | 44,64 | 8,15  | 39,70 | 3,43  | 0,21 | 1,07 | 466      |
| Évora                           | 47,95 | 19,92 | 19,48 | 6,23  | 2,32 | 1,13 | 29 088   |

### Montemor-o-Novo
| Partido                 | Partido                        | Votos  | %               | +/-  |
| ----------------------- | ------------------------------ | ------ | --------------- | ---- |
|                         | Coligação Democrática Unitária | 4 156  | 37,93 / 100,00  | 2,82 |
|                         | Partido Socialista             | 4 112  | 37,53 / 100,00  | 3,48 |
|                         | Partido Social Democrata       | 1 654  | 15,10 / 100,00  | 2,17 |
|                         | Partido Popular                | 422    | 3,85 / 100,00   | 0,29 |
|                         | PCTP/MRPP                      | 225    | 2,05 / 100,00   | 0,30 |
|                         | Bloco de Esquerda              | 120    | 1,10 / 100,00   | Novo |
|                         | Outros                         | 92     | 0,84 / 100,00   |      |
| Votos Inválidos         | Votos Inválidos                | 176    | 1,60 / 100,00   | 0,25 |
| Total                   | Total                          | 10 957 | 100,00 / 100,00 |      |
| Eleitorado/Participação | Eleitorado/Participação        | 16 184 | 67,70 / 100,00  | 5,50 |

| Freguesia                 | %     | %     | %     | %    | %    | %    | Votantes |
| Freguesia                 | CDU   | PS    | PSD   | PP   | PCTP | BE   | Votantes |
| ------------------------- | ----- | ----- | ----- | ---- | ---- | ---- | -------- |
| Cabrela                   | 33,04 | 43,48 | 15,43 | 3,48 | 2,39 | 0,65 | 460      |
| Ciborro                   | 23,50 | 61,66 | 7,77  | 0,88 | 3,18 | 1,06 | 566      |
| Cortiçadas                | 44,41 | 27,96 | 15,65 | 5,11 | 3,35 | 0,80 | 626      |
| Foros de Vale de Figueira | 47,09 | 38,87 | 8,39  | 1,54 | 1,54 | 0,51 | 584      |
| Lavre                     | 32,25 | 40,65 | 16,60 | 4,20 | 1,72 | 1,34 | 524      |
| Nossa Senhora da Vila     | 36,83 | 38,45 | 14,20 | 5,01 | 1,63 | 1,39 | 3 014    |
| Nossa Senhora do Bispo    | 32,71 | 38,36 | 18,21 | 4,72 | 2,00 | 1,41 | 3 201    |
| Santiago do Escoural      | 51,90 | 31,23 | 10,38 | 1,58 | 2,50 | 0,37 | 1 079    |
| São Cristóvão             | 42,10 | 25,12 | 25,46 | 2,66 | 2,16 | 0,50 | 601      |
| Silveiras                 | 59,27 | 24,17 | 9,60  | 0,99 | 1,32 | 0,66 | 302      |
| Montemor-o-Novo           | 37,93 | 37,53 | 15,10 | 3,85 | 2,05 | 1,10 | 10 957   |

### Mora
| Partido                 | Partido                        | Votos | %               | +/-  |
| ----------------------- | ------------------------------ | ----- | --------------- | ---- |
|                         | Partido Socialista             | 1 254 | 35,96 / 100,00  | 3,21 |
|                         | Coligação Democrática Unitária | 1 187 | 34,04 / 100,00  | 1,87 |
|                         | Partido Social Democrata       | 693   | 19,87 / 100,00  | 2,28 |
|                         | Partido Popular                | 133   | 3,81 / 100,00   | 0,01 |
|                         | PCTP/MRPP                      | 77    | 2,21 / 100,00   | 0,22 |
|                         | Outros                         | 73    | 2,10 / 100,00   |      |
| Votos Inválidos         | Votos Inválidos                | 70    | 2,01 / 100,00   | 0,34 |
| Total                   | Total                          | 3 487 | 100,00 / 100,00 |      |
| Eleitorado/Participação | Eleitorado/Participação        | 5 458 | 63,89 / 100,00  | 5,24 |

| Freguesia | %     | %     | %     | %    | %    | Votantes |
| Freguesia | PS    | CDU   | PSD   | PP   | PCTP | Votantes |
| --------- | ----- | ----- | ----- | ---- | ---- | -------- |
| Brotas    | 28,04 | 41,59 | 23,60 | 1,87 | 1,64 | 428      |
| Cabeção   | 39,78 | 38,68 | 13,03 | 2,61 | 2,47 | 729      |
| Mora      | 34,82 | 33,89 | 20,20 | 4,15 | 2,04 | 1 614    |
| Pavia     | 39,39 | 25,14 | 23,88 | 5,45 | 2,65 | 716      |
| Mora      | 35,96 | 34,04 | 19,87 | 3,81 | 2,21 | 3 487    |

### Mourão
| Partido                 | Partido                        | Votos | %               | +/-  |
| ----------------------- | ------------------------------ | ----- | --------------- | ---- |
|                         | Partido Socialista             | 986   | 59,90 / 100,00  | 5,55 |
|                         | Partido Social Democrata       | 371   | 22,54 / 100,00  | 2,73 |
|                         | Coligação Democrática Unitária | 133   | 8,08 / 100,00   | 1,60 |
|                         | Partido Popular                | 82    | 4,98 / 100,00   | 0,26 |
|                         | PCTP/MRPP                      | 17    | 1,03 / 100,00   | 0,45 |
|                         | Outros                         | 22    | 1,33 / 100,00   |      |
| Votos Inválidos         | Votos Inválidos                | 35    | 2,13 / 100,00   | 0,88 |
| Total                   | Total                          | 1 646 | 100,00 / 100,00 |      |
| Eleitorado/Participação | Eleitorado/Participação        | 2 669 | 61,67 / 100,00  | 2,83 |

| Freguesia | %     | %     | %    | %    | %    | Votantes |
| Freguesia | PS    | PSD   | CDU  | PP   | PCTP | Votantes |
| --------- | ----- | ----- | ---- | ---- | ---- | -------- |
| Granja    | 67,37 | 15,38 | 9,32 | 3,26 | 1,63 | 429      |
| Luz       | 36,82 | 49,37 | 5,02 | 3,77 | 1,26 | 239      |
| Mourão    | 62,27 | 19,12 | 8,28 | 6,03 | 0,72 | 978      |
| Mourão    | 59,90 | 22,54 | 8,08 | 4,98 | 1,03 | 1 646    |

### Portel
| Partido                 | Partido                        | Votos | %               | +/-  |
| ----------------------- | ------------------------------ | ----- | --------------- | ---- |
|                         | Partido Socialista             | 1 642 | 43,93 / 100,00  | 4,85 |
|                         | Coligação Democrática Unitária | 1 410 | 37,72 / 100,00  | 3,45 |
|                         | Partido Social Democrata       | 407   | 10,89 / 100,00  | 1,72 |
|                         | PCTP/MRPP                      | 98    | 2,62 / 100,00   | 0,26 |
|                         | Partido Popular                | 66    | 1,77 / 100,00   | 0,16 |
|                         | Outros                         | 55    | 1,47 / 100,00   |      |
| Votos Inválidos         | Votos Inválidos                | 60    | 1,60 / 100,00   | 0,03 |
| Total                   | Total                          | 3 738 | 100,00 / 100,00 |      |
| Eleitorado/Participação | Eleitorado/Participação        | 6 367 | 58,71 / 100,00  | 8,71 |

| Freguesia                 | %     | %     | %     | %    | %    | Votantes |
| Freguesia                 | PS    | CDU   | PSD   | PCTP | PP   | Votantes |
| ------------------------- | ----- | ----- | ----- | ---- | ---- | -------- |
| Alqueva                   | 56,39 | 34,36 | 4,41  | 1,32 | 0,44 | 227      |
| Amieira                   | 28,06 | 58,27 | 8,99  | 1,08 | 1,80 | 278      |
| Monte do Trigo            | 40,16 | 41,40 | 12,25 | 2,48 | 1,55 | 645      |
| Oriola                    | 56,63 | 32,93 | 6,02  | 1,20 | 0,80 | 249      |
| Portel                    | 44,49 | 33,12 | 14,05 | 2,40 | 2,26 | 1 416    |
| Santana                   | 45,40 | 34,12 | 11,28 | 1,78 | 4,75 | 337      |
| São Bartolomeu do Outeiro | 46,11 | 39,82 | 4,49  | 4,19 | 1,50 | 334      |
| Vera Cruz                 | 39,29 | 41,27 | 10,32 | 4,37 | 1,19 | 252      |
| Portel                    | 43,93 | 37,72 | 10,89 | 2,62 | 1,77 | 3 738    |

### Redondo
| Partido                 | Partido                        | Votos | %               | +/-   |
| ----------------------- | ------------------------------ | ----- | --------------- | ----- |
|                         | Partido Socialista             | 1 622 | 45,68 / 100,00  | 3,20  |
|                         | Coligação Democrática Unitária | 869   | 24,47 / 100,00  | 3,22  |
|                         | Partido Social Democrata       | 604   | 17,01 / 100,00  | 0,52  |
|                         | Partido Popular                | 199   | 5,60 / 100,00   | 0,01  |
|                         | PCTP/MRPP                      | 91    | 2,56 / 100,00   | 0,33  |
|                         | Bloco de Esquerda              | 61    | 1,72 / 100,00   | Novo  |
|                         | Outros                         | 40    | 1,13 / 100,00   |       |
| Votos Inválidos         | Votos Inválidos                | 65    | 1,83 / 100,00   | 0,10  |
| Total                   | Total                          | 3 551 | 100,00 / 100,00 |       |
| Eleitorado/Participação | Eleitorado/Participação        | 6 658 | 53,33 / 100,00  | 10,78 |

| Freguesia | %     | %     | %     | %    | %    | %    | Votantes |
| Freguesia | PS    | CDU   | PSD   | PP   | PCTP | BE   | Votantes |
| --------- | ----- | ----- | ----- | ---- | ---- | ---- | -------- |
| Montoito  | 44,83 | 32,02 | 14,49 | 2,81 | 2,70 | 0,79 | 890      |
| Redondo   | 45,96 | 21,95 | 17,85 | 6,54 | 2,52 | 2,03 | 2 661    |
| Redondo   | 45,68 | 24,47 | 17,01 | 5,60 | 2,56 | 1,72 | 3 551    |

### Reguengos de Monsaraz
| Partido                 | Partido                        | Votos | %               | +/-  |
| ----------------------- | ------------------------------ | ----- | --------------- | ---- |
|                         | Partido Socialista             | 3 156 | 58,35 / 100,00  | 3,74 |
|                         | Partido Social Democrata       | 1 034 | 19,12 / 100,00  | 0,33 |
|                         | Coligação Democrática Unitária | 698   | 12,90 / 100,00  | 3,63 |
|                         | Partido Popular                | 216   | 3,99 / 100,00   | 0,08 |
|                         | PCTP/MRPP                      | 85    | 1,57 / 100,00   | 0,60 |
|                         | Bloco de Esquerda              | 59    | 1,09 / 100,00   | Novo |
|                         | Outros                         | 54    | 1,00 / 100,00   |      |
| Votos Inválidos         | Votos Inválidos                | 107   | 1,89 / 100,00   | 0,20 |
| Total                   | Total                          | 5 409 | 100,00 / 100,00 |      |
| Eleitorado/Participação | Eleitorado/Participação        | 9 262 | 58,40 / 100,00  | 7,59 |

| Freguesia             | %     | %     | %     | %    | %    | %    | Votantes |
| Freguesia             | PS    | PSD   | CDU   | PP   | PCTP | BE   | Votantes |
| --------------------- | ----- | ----- | ----- | ---- | ---- | ---- | -------- |
| Campinho              | 63,56 | 10,20 | 20,82 | 1,52 | 1,30 | 0,22 | 461      |
| Campo                 | 62,81 | 19,50 | 8,84  | 4,54 | 0,91 | 0,23 | 441      |
| Corval                | 60,43 | 12,79 | 17,49 | 2,77 | 2,41 | 0,48 | 829      |
| Monsaraz              | 65,02 | 15,61 | 12,06 | 3,56 | 1,58 | 0,20 | 506      |
| Reguengos de Monsaraz | 55,36 | 22,57 | 11,25 | 4,67 | 1,48 | 1,64 | 3 172    |
| Reguengos de Monsaraz | 58,35 | 19,12 | 12,90 | 3,99 | 1,57 | 1,09 | 5 409    |

### Vendas Novas
| Partido                 | Partido                        | Votos  | %               | +/-  |
| ----------------------- | ------------------------------ | ------ | --------------- | ---- |
|                         | Partido Socialista             | 2 295  | 36,58 / 100,00  | 1,84 |
|                         | Coligação Democrática Unitária | 1 896  | 30,22 / 100,00  | 0,07 |
|                         | Partido Social Democrata       | 1 369  | 21,82 / 100,00  | 0,64 |
|                         | Partido Popular                | 349    | 5,56 / 100,00   | 0,20 |
|                         | PCTP/MRPP                      | 96     | 1,53 / 100,00   | 0,21 |
|                         | Bloco de Esquerda              | 79     | 1,26 / 100,00   | Novo |
|                         | Outros                         | 64     | 1,02 / 100,00   |      |
| Votos Inválidos         | Votos Inválidos                | 126    | 2,00 / 100,00   | 0,28 |
| Total                   | Total                          | 6 274  | 100,00 / 100,00 |      |
| Eleitorado/Participação | Eleitorado/Participação        | 10 053 | 62,41 / 100,00  | 8,49 |

| Freguesia    | %     | %     | %     | %    | %    | %    | Votantes |
| Freguesia    | PS    | CDU   | PSD   | PP   | PCTP | BE   | Votantes |
| ------------ | ----- | ----- | ----- | ---- | ---- | ---- | -------- |
| Landeira     | 36,90 | 40,46 | 14,26 | 2,10 | 2,31 | 1,68 | 477      |
| Vendas Novas | 36,55 | 29,38 | 22,44 | 5,85 | 1,47 | 1,22 | 5 797    |
| Vendas Novas | 36,58 | 30,22 | 21,82 | 5,56 | 1,53 | 1,26 | 6 274    |

### Viana do Alentejo
| Partido                 | Partido                        | Votos | %               | +/-  |
| ----------------------- | ------------------------------ | ----- | --------------- | ---- |
|                         | Partido Socialista             | 1 130 | 40,68 / 100,00  | 3,05 |
|                         | Coligação Democrática Unitária | 930   | 33,48 / 100,00  | 0,07 |
|                         | Partido Social Democrata       | 399   | 14,36 / 100,00  | 2,64 |
|                         | Partido Popular                | 102   | 3,67 / 100,00   | 0,09 |
|                         | PCTP/MRPP                      | 82    | 2,95 / 100,00   | 0,47 |
|                         | Bloco de Esquerda              | 31    | 1,12 / 100,00   | Novo |
|                         | Outros                         | 39    | 1,40 / 100,00   |      |
| Votos Inválidos         | Votos Inválidos                | 65    | 2,34 / 100,00   | 0,12 |
| Total                   | Total                          | 2 778 | 100,00 / 100,00 |      |
| Eleitorado/Participação | Eleitorado/Participação        | 4 962 | 55,99 / 100,00  | 7,57 |

| Freguesia         | %     | %     | %     | %    | %    | %    | Votantes |
| Freguesia         | PS    | CDU   | PSD   | PP   | PCTP | BE   | Votantes |
| ----------------- | ----- | ----- | ----- | ---- | ---- | ---- | -------- |
| Aguiar            | 29,79 | 62,12 | 3,00  | 1,15 | 2,31 | 0,46 | 433      |
| Alcáçovas         | 39,14 | 33,01 | 15,41 | 4,02 | 3,16 | 0,86 | 1 045    |
| Viana do Alentejo | 45,54 | 24,31 | 17,31 | 4,23 | 3,00 | 1,54 | 1 300    |
| Viana do Alentejo | 40,68 | 33,48 | 14,36 | 3,67 | 2,95 | 1,12 | 2 778    |

### Vila Viçosa
| Partido                 | Partido                        | Votos | %               | +/-  |
| ----------------------- | ------------------------------ | ----- | --------------- | ---- |
|                         | Partido Socialista             | 2 167 | 47,56 / 100,00  | 3,56 |
|                         | Partido Social Democrata       | 1 009 | 22,15 / 100,00  | 0,09 |
|                         | Coligação Democrática Unitária | 800   | 17,56 / 100,00  | 3,87 |
|                         | Partido Popular                | 310   | 6,80 / 100,00   | 0,46 |
|                         | PCTP/MRPP                      | 72    | 1,58 / 100,00   | 0,37 |
|                         | Bloco de Esquerda              | 64    | 1,40 / 100,00   | Novo |
|                         | Outros                         | 56    | 1,22 / 100,00   |      |
| Votos Inválidos         | Votos Inválidos                | 78    | 1,71 / 100,00   | 0,09 |
| Total                   | Total                          | 4 556 | 100,00 / 100,00 |      |
| Eleitorado/Participação | Eleitorado/Participação        | 7 395 | 61,61 / 100,00  | 9,45 |

| Freguesia                    | %     | %     | %     | %     | %    | %    | Votantes |
| Freguesia                    | PS    | PSD   | CDU   | PP    | PCTP | BE   | Votantes |
| ---------------------------- | ----- | ----- | ----- | ----- | ---- | ---- | -------- |
| Bencatel                     | 41,06 | 13,62 | 37,98 | 2,13  | 1,38 | 1,06 | 940      |
| Ciladas                      | 59,50 | 18,28 | 12,37 | 4,84  | 2,15 | 0,72 | 558      |
| Pardais                      | 65,15 | 15,45 | 13,64 | 1,82  | 1,82 | 0,61 | 330      |
| Vila Viçosa (Conceição)      | 46,01 | 26,62 | 13,66 | 7,18  | 1,55 | 1,82 | 1 867    |
| Vila Viçosa (São Bartolomeu) | 43,55 | 26,83 | 8,59  | 14,29 | 1,39 | 1,63 | 861      |
| Vila Viçosa                  | 47,56 | 22,15 | 17,56 | 6,80  | 1,58 | 1,40 | 4 556    |